# Serixia cheesmani
Serixia cheesmani är en skalbaggsart som beskrevs av Stefan von Breuning 1961. Serixia cheesmani ingår i släktet Serixia och familjen långhorningar. Inga underarter finns listade i Catalogue of Life.